# ユーリ・ロマネンコ
ユーリ・ロマネンコ（ロシア語: Ю́рий Ви́кторович Романе́нко, 英語: Yury Viktorovich Romanenko, 1944年8月1日 - ）は、ソビエト連邦の宇宙飛行士で、1978年3月16日と1980年9月26日の2度、ソ連邦英雄を受賞した。キャリアの中で、430日と20時間21分30秒を宇宙で過ごし、18時間の船外活動を行った。1987年にはソユーズTM-2でミールを訪れてそこに滞在し、ソユーズTM-3で帰還した。ミールの滞在は326日間に及び、当時の最長滞在記録を樹立した。息子のロマン・ロマネンコも宇宙飛行士であり、2009年5月にソユーズTMA-15で宇宙を訪れたことで、3組目の2世代宇宙滞在者となった。

## 生い立ち
ユーリ・ロマネンコは1944年8月1日にオレンブルク州のKoltubanovskiy村で生まれた。1916年生まれの父は軍艦の上級司令官であり、1917年生まれの母は衛生兵であった。一家は、後にカリーニングラードに移住し、そこで彼は1961年に中等学校を卒業した。学生時代の趣味は飛行機や船の模型の製作やボクシング、射撃、釣りであった。卒業後、しばらくの間、錠前師として働き、1962年にチェルニーヒウの空軍学校に入学して1966年に優秀な成績で卒業した。卒業後も教官として学校に残るとともに、宇宙飛行士候補としての訓練を受けた。1970年に、16人の宇宙飛行士の1人として選ばれた。

## ミッション
初の宇宙飛行は、1977年12月10日にソユーズ26号でサリュート6号に向かった。彼が船長を務め、ゲオルギー・グレチコがエンジニアであった。彼らは96日間と10時間を軌道上で過ごし、ソユーズ27号、ソユーズ28号、プログレス1を迎えた。このミッションの間、ロマネンコは1時間半の船外活動を行った。
2度目の宇宙飛行は、1980年9月18日、初のキューバ人宇宙飛行士であるアルナルド・タマヨ・メンデスとともにソユーズ38号でサリュート6号を訪れ、7日後に帰還した。この飛行で、メンデスヒスパノフォン、またアフリカに起源を持つ人物で初めて宇宙を訪れることとなった。
3度目で最後の宇宙飛行は、1987年2月6日にソユーズTM-2でアレクサンドル・ラフェイキンとともにミールを訪れた。このミッションで、ロマネンコはミールで326日間を過ごし、当時の最長宇宙滞在記録を樹立した。また、4月11日、6月11日、6月16日の3度、合計8時間48分の船外活動を行った。1987年12月29日、ソユーズTM-3で地球に帰還した。
ロマネンコは、1988年に宇宙飛行士を引退し、スペースシャトルのソビエト版であるブラン計画の責任者となった。この計画は1988年に1度の飛行を達成し、1993年に中止された。

## 事故
1977年のサリュート6号滞在中、ロマネンコとグレチコは、ソユーズ25号のドッキングを妨害するような損傷を点検するため、任意で船外活動を行った。その際、ロマネンコは安全コードを付けるのを忘れて船外に出てしまった。グレチコはなんとか片手でコードを掴み、ロマネンコを止めた。この事故は、グレチコがロマネンコが死の淵にいたと示唆するような冗談を言ったことで、劇的に報道された。しかし、実際は電源ケーブルでつながれていたため、ロマネンコは宇宙ステーションから離れないようになっていた。

## 軍事
ロマネンコはプロのパイロットであり、Yak-18、L-29、MiG-15、MiG-17、MiG-21等の航空機を操縦し、39回のパラシュートも経験した。昇進履歴は、以下のとおりである。
- 中尉(1966年10月27日)
- 大尉(1971年2月3日)
- 少佐(1974年2月21日)
- 中佐(1976年12月14日)
- 大佐(1978年3月17日)

年齢制限に達したため、1995年10月2日に除隊した。

## 私生活
ロマネンコには、1940年生まれのウラジミールという半兄と1954年生まれのオルガという妹がいる。既婚で、ロマン(1971年8月9日生)とアルチョム(1977年5月17日生)という2人の息子がいる。ロマンは、ソユーズTMA-15で宇宙を訪れた宇宙飛行士である。
生涯の大半、ユーリは素潜りでの釣りやその他のマリンスポーツを熱心に行っていた。宇宙では、作曲を始め、自身で作った歌を歌った。メンデスとの宇宙飛行の後、1988年に宇宙飛行士を引退すると、一家はキューバに招かれ、フィデル・カストロに面会した。ロマネンコは狩りや釣りが好きだと聞いていたカストロは、ロマネンコと10mのフリーダイビングを行った。